# Otoglossum serpens
Otoglossum serpens är en orkidéart som först beskrevs av John Lindley, och fick sitt nu gällande namn av Norris Hagan Williams och Mark W. Chase. Otoglossum serpens ingår i släktet Otoglossum och familjen orkidéer. Inga underarter finns listade i Catalogue of Life.